# Triportheus guentheri
Triportheus guentheri, popularmente chamado de sardinha, piaba ou piaba facão, é uma espécie de peixe de pequeno porte que habita a bacia do rio São Francisco. Foi classificada por Samuel Garman em 1890.
É a sardinha típica são-franciscana, abundante e, na região do Lago de Sobradinho é parte da dieta dos ribeirinhos e, inclusive, das escolas, fornecida por meio de parcerias entre as colônias pesqueiras e prefeituras.

## Características
É considerada endêmica da bacia, habitando tanto nos rios quanto nas lagoas próximas. É onívora (com preferência registrada para insetos) e não migratória, sem apresentar grandes diferenças morfológicas de outras espécies da mesma família, que habitam bacias sul-americanas.
Foi descrita tecnicamente como tendo "linha lateral muito curva na frente, acompanhando o perfil ventral, com 30 a 34 escamas; rakers branquiais no membro inferior do primeiro arco branquial, 52-57; fileiras de escamas entre a linha lateral e a origem da nadadeira dorsal, 5; profundidade na origem da nadadeira dorsal, 28,2% -37,0% do SL (média 33,4%); Os dentes da primeira e segunda série do pré-maxilar encontram-se arranjados de forma irregular, formando imperfeitamente uma terceira série; 1 a 2 dentes no maxilar e margem posterior da caudal escura". Reproduz-se entre novembro e fevereiro, com a liberação dos ovócitos de modo parcelado ao longo desse período.